# Starpower
Starpower est un single du groupe Sonic Youth, publié en 1986 par SST/Blast First. Il contient des versions modifiées de Starpower et Expressway to yr Skull (de l'album EVOL) ainsi qu'une reprise de Kim Fowley, Bubblegum (qui fut plus tard ajoutée en tant que morceau bonus sur la réédition d'EVOL).

## Titres
1. Starpower (Edit) - 2:50

1. Bubblegum - 2:45
2. Expressway to yr Skull (Edit) - 4:30